# Stadler He 4/4
A Stadler He 4/4 é uma locomotiva elétrica, projetada e fabricada pela empresa Suíça Stadler Rail, especificamente para a operação na ferrovia de cremalheira da serra de Paranapiacaba, da antiga EFSJ.

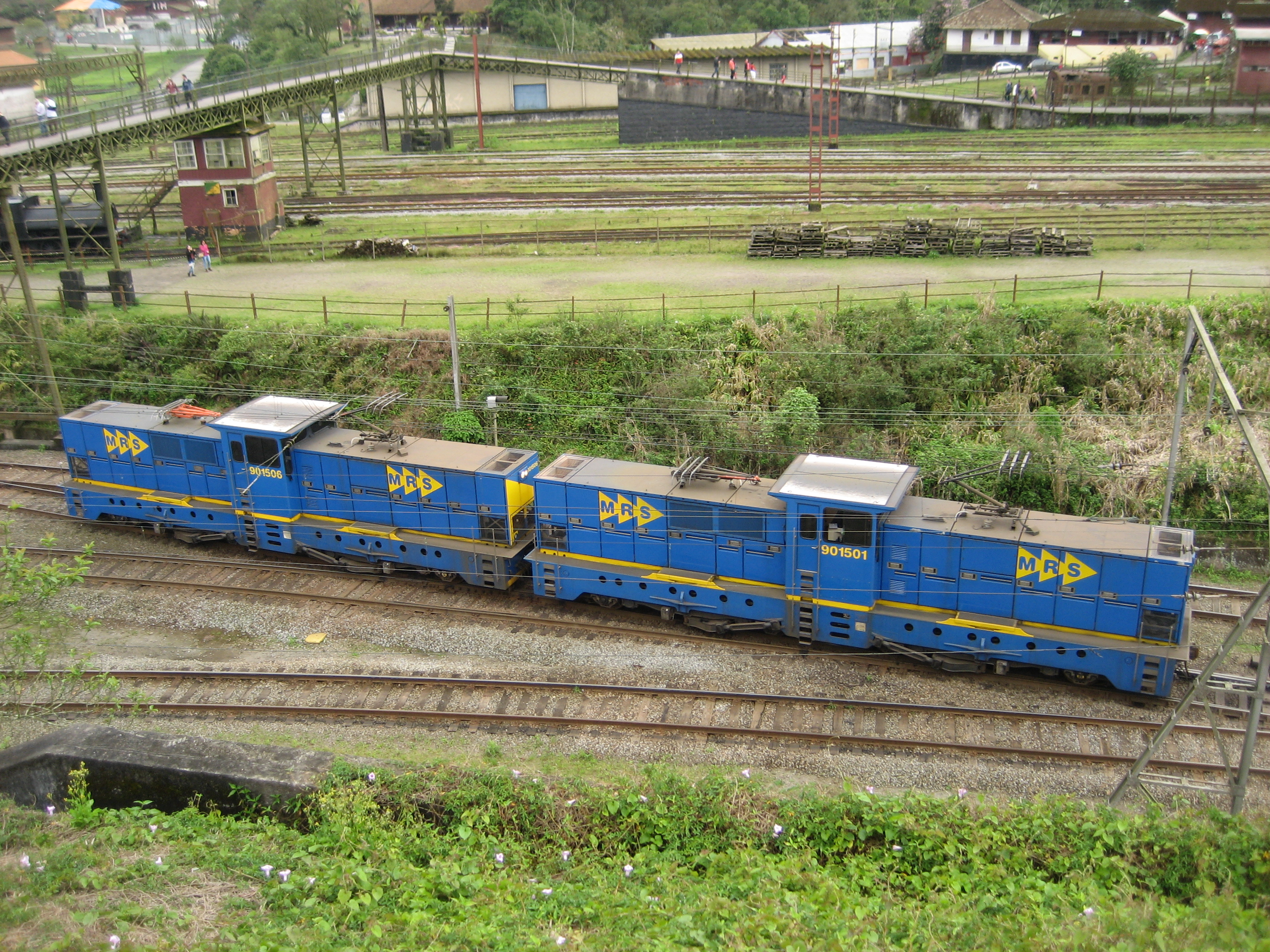
Dupla de He 4/4 em Parapiacaba

O trecho da Serra do Mar auxiliado pela cremalheira, opera com 10% de inclinação por um percurso de 8 quilômetros, vencendo a diferença de 800 metros de altura entre o Planalto Paulista e a Baixada Santista. A concessionária MRS Logística adquiriu sete locomotivas deste modelo para substituir as antigas locomotivas de cremalheira adquiridas na década de 70, junto a companhia japonesa Hitachi pela RFFSA. As novas locomotivas foram apelidadas de "Rolex" pelos maquinistas da empresa, pelo fato de cada uma ter custado mais de 8 milhões de francos suiços.